# بالارات شمالی، ویکتوریا
بالارات شمالی (به انگلیسی: Ballarat North) یک منطقهٔ مسکونی در استرالیا است که در City of Ballarat واقع شده‌است.

## ورزش
باشگاه فوتبال بالارات شمالی نام خود را از حومه گرفته‌است، گرچه زمین فعلی آن، استادیوم یورکا همسایه وندوری است.